# Kekenodon onamata
Il kekenodonte (Kekenodon onamata) è un cetaceo estinto, di incerta collocazione sistematica. Visse nell'Oligocene medio (circa 28 milioni di anni fa) e i suoi resti fossili sono stati ritrovati in Nuova Zelanda.

## Descrizione
Questo cetaceo è conosciuto solo per scarsi resti fossili comprendenti alcuni denti, ossa dell'orecchio, parti del cranio e frammenti dello scheletro. Una ricostruzione è quindi puramente speculativa, ma si suppone che questi fossili appartenessero a un animale lungo circa 8 metri. Probabilmente Kekenodon possedeva un corpo idrodinamico ma non troppo slanciato, e i forti denti aguzzi ed eterodonti suggeriscono una dieta carnivora a base di altri mammiferi marini e uccelli acquatici.

## Classificazione
Questo animale è stato descritto per la prima volta nel 1881 da J. Hector, sulla base di alcuni resti fossili ritrovati nella formazione Kokoamu (Duntrooniano, circa 28 milioni di anni fa), nei pressi del torrente Wharekuri. Inizialmente Kekenodon è stato attribuito agli archeoceti, il gruppo di cetacei più primitivi e tipici dell'Eocene; questo animale, quindi, risultava essere uno degli ultimi archeoceti vissuti. Successivamente, però, altri studi hanno ipotizzato che Kekenodon fosse un rappresentante basale dei misticeti, ovvero le balene dotate di fanoni; se così fosse, Kekenodon era una delle forme più primitive, dotato ancora di robusti denti da predatore. Ricerche ancor più recenti (Fordyce, 2004) hanno ipotizzato che Kekenodon potesse essere una sorta di passaggio evolutivo tra gli archeoceti e i misticeti più primitivi.

## Paleoecologia
I grandi denti eterodonti con un'estesa macrousura dello smalto suggeriscono che Kekenodon utilizzasse una strategia di alimentazione rapace e cacciasse prede dalle ossa robuste, come altri mammiferi marini e pinguini. Queste considerazioni, insieme a una dimensione corporea stimata di circa 8 metri, suggeriscono che Kekenodon occupasse probabilmente una nicchia ecologica di predatore all'apice della rete trofica, in modo simile all'odierna orca (Corrie e Fordyce, 2022).